# São João dos Angolares
São João dos Angolares – miasto w Wyspach Świętego Tomasza i Książęcej; na Wyspie Świętego Tomasza; w dystrykcie Caué; 3605 mieszkańców (2012)